# 안니발레 2세 벤티볼리오

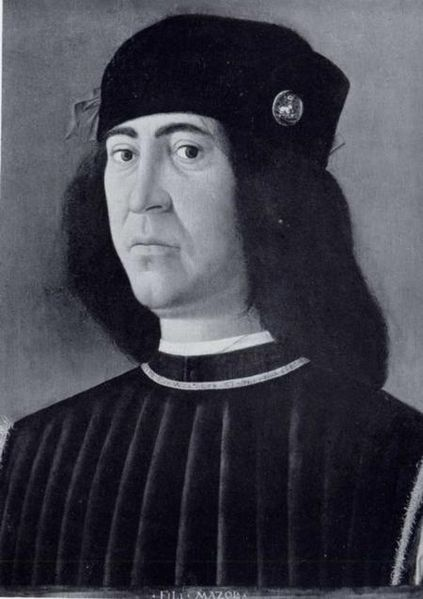

안니발레 2세 벤티볼리오(Annibale II Bentivoglio, 1467년 – 1540년 6월)는 1511년-1512년까지 잠시 볼로냐의 영주로 있었던 이탈리아 출신의 콘도티에로이다. 그는 볼로냐에서 권력을 잡은 그의 가문 출신자 중 마지막 인물이다. 그는 조반니 2세 벤티볼리오의 아들이다.
1487년 루크레치아 데스테와 혼인했다. 그는 피렌체에 고용되어 1494년 샤를 8세의 프랑스 침공에 맞섰다. 1500년 아버지의 요청으로 편을 바꾸었는데, 프랑스의 밀라노 총독인 잔 자코모 트리불치오에게 50,000 두카트를 지불하여 그의 도시를 공격하는걸 피했다.
1506년 조반니 2세가 볼로냐에서 추방당하자, 안니발레와 그의 형제 에르메스는 가문의 귀환을 돕기 위해서 도시에 남았으나 소용이 없었다. 1511년 트리불치오의 개입으로 그는 통치자로 돌아올 수 있었다. 그러나 프랑스가 라벤나에서 패배하면서 1512년 6월 10일까지 밖에 그 자리를 유지하지 못 했다.
그는 페라라로 망명을 가, 그곳에서 1540년에 사망했다.

## 참고 자료
- Rendina, Claudio (1998). 《I capitani di ventura》. Rome: Newton Compton. 313–314쪽.